# Давньогрецький фольклор
Давньогрецький фольклор складається з фольклору стародавніх греків . Тема включає такі жанри, як міфологія (грецька міфологія), легенди та народні казки. За словами класициста Вільяма Хансена, «греки та римляни мали всі відомі нам жанри усної оповіді, навіть історії про привидів та міські легенди, але вони також розповідали і про інші жанри, які в більшості країн західного світу більше не поширюються усно, наприклад, міфи і казки ». 
Специфічні жанри фольклору були предметом наукової експертизи, зокрема розповідь про примари. Наприклад, класицист Д. Фелтон зазначає, що «у греків і римлян було багато народних вірувань щодо привидів», і виділяє різноманітні приклади цього жанру в класичних записах. 
Історично класицисти рідко заглиблювались у фольклористику . 

## Дивіться також
- Римський фольклор